# Stazione di Odawara
La stazione di Odawara (小田原駅 Odawara-eki?) è la principale stazione della città di Odawara, nella prefettura di Kanagawa. Vista la vicinanza con le città di Tokyo e Yokohama, la maggior parte del traffico è caratterizzato da pendolari, ma molti turisti si recano a Odawara anche per visitare il suo castello.

## Linee
JR East
■ Linea principale Tōkaidō
■■ Linea Shōnan-Shinjuku
 JR Central
 Tōkaidō Shinkansen
 Odakyū Electric Railway
■Linea Odakyū Odawara
Ferrovia Hakone Tozan
■ Ferrovia Hakone Tozan
Ferrovia Izuhakone
■ Linea Daiyūzan